# How Hiram Won Out
How Hiram Won Out è un cortometraggio muto del 1913 diretto e interpretato da Mack Sennett con Ford Sterling.

## Produzione
Prodotto dalla Keystone

## Distribuzione
Il film uscì nelle sale il 13 gennaio 1913, distribuito dalla Mutual Film.